# Исак Бонга
Исак Еволуе Етуе Бофенда Бонга (Нојвид, 8. новембар 1999) немачки је кошаркаш. Игра на позицији крила, а тренутно наступа за Партизан.

## Каријера
Бонга је рођен у немачком граду Нојвиду од родитеља који су из Киншасе, Демократска Република Конго. Каријеру је почео у немачком нижелигашу Кобленцу да би у јуну 2016. прешао у бундеслигаша Скајлајнерс из Франкфурта. Након две године у екипи из Франкфурта, Бонга је на НБА драфту 2018. године одабран као 39. пик од стране Филаделфија севентисиксерса али је убрзо трејдован у Лос Анђелес лејкерсе. Званично је потписао уговор са Лејкерсима 6. јула 2018. године. Након сезоне у Лејкерсима, Бонга је у јулу 2019. трејдован у Вашингтон визардсе. Две сезоне је провео у Вашингтону након чега је прешао у Торонто репторсе. У августу 2022. вратио се у европску кошарку и потписао двогодишњи уговор са Бајерн Минхеном. За две сезоне у Бајерну освојио је једном немачку Бундеслигу и два пута национални куп. У августу 2024. потписао је уговор са београдским Партизаном.
Са репрезентацијом Немачке освојио је златну медаљу на Светском првенству 2023. године које је организовано у Филипинима, Јапану и Индонезији.

## Успеси

### Клупски
- Бајерн Минхен:
  - Првенство Немачке (1): 2023/24.
  - Куп Немачке (2): 2022/23, 2023/24.

- Партизан:
  - Првенство Србије (1): 2024/25.
  - Јадранска лига (1): 2024/25.

### Репрезентативни
- Светско првенство:  2023.

### Појединачни
- Најбољи одбрамбени играч Јадранске лиге (1): 2024/25.[10]